# Eye movement desensitization and reprocessing
Eye movement desensitization and reprocessing (EMDR) is een behandelmethode die met name toegepast wordt bij mensen met een posttraumatische stressstoornis (PTSS). Deze therapie is ontwikkeld door Francine Shapiro en bestaat sinds eind jaren 80. 
Een essentieel element is het belasten van het werkgeheugen, terwijl teruggedacht wordt aan een traumatische ervaring. Dit wordt onder andere bereikt door oogbewegingen die worden opgeroepen door de therapeut, die met zijn of haar vingers zo'n 25 cm voor het gezicht van de cliënt heen en weer gaat. Soms worden links-rechtsgeluiden via een koptelefoon toegepast of links-rechtsaanrakingen op de knieën ('tappen').
EMDR wordt vaak toegepast om de vastgelopen verwerking van traumatische ervaringen weer op gang te brengen. Er is veel onderzoek gedaan naar de effectiviteit bij met name PTSS. Systematische reviews tonen aan dat de werkzaamheid van EMDR voldoende vaststaat. Er bestaan veel gecontroleerde onderzoeken naar de effectiviteit van EMDR. Het is de meest geëvalueerde behandeling op het gebied van psychische traumata. Volgens richtlijnen van de International Society for Traumatic Stress Studies (ISTSS), de American Psychiatric Association (APA) en de Engelse overheid (NICE) is EMDR, met imaginaire exposure, de 'treatment of choice' voor psychotrauma. Het Nederlandse Trimbos-instituut noemde EMDR in 2017 een van de meest in aanmerking komende psychologische interventies bij PTSS. Ze is volgens de beoordeling effectief en wordt door veel patiënten en therapeuten als relatief weinig emotioneel belastend ervaren.
De meeste meta-analyses wijzen uit dat de oogbewegingen bij EMDR weinig of geen verschil maken voor het effect ervan.   De behandelwijze zou vooral werken door andere elementen van de therapie. Een meta-analyse uit 2013 vond wel een matig positief effect van het opnemen van oogbewegingen in de behandeling.

## Werking
EMDR is gebaseerd op vele therapeutische technieken. Het gespreksprotocol is gebaseerd op gedragstherapie en cognitieve therapieën. Ondanks uitgebreid onderzoek is het werkingsmechanisme achter de oogbewegingen onbekend. Een veronderstelling van Francine Shapiro is, dat dit aspect van EMDR analoog aan remslaap werkt. Verder wordt gesproken over "accelerated information processing", letterlijk: "versnelde informatieverwerking", AIP, een model dat bedacht is om de snelheid waarmee EMDR kan werken te verklaren. Kort gezegd komt dit model erop neer, dat psychische ziekten en klachten te maken hebben met oude ervaringen die een min of meer stereotiepe reactie blijven oproepen. Bij psychotrauma wordt ervan uitgegaan dat een cliënt als het ware 'bevroren' is in een traumatische situatie en reacties op die oude, traumatische situatie blijft herhalen, ook als dat niet meer nodig is. Bijvoorbeeld: iemand maakt een bombardement mee. Iedere keer dat hij of zij daarna een vliegtuig ziet overkomen, of een sirene hoort, of brandlucht ruikt, zal hij of zij reageren alsof er groot gevaar is, ook al weet de betrokkene op rationeel niveau heel goed dat dat niet het geval is. In termen van het 'accelerated information processing' is de oude, traumatische "informatie" (van het bombardement) nog niet voldoende verwerkt en blijven alle zintuiglijke ervaringen van 'toen' in het hier en nu psychische klachten oproepen. Met EMDR blijkt het vaak mogelijk deze traumatische respons volledig te laten verdwijnen, zonder uitgebreide gesprekken en in relatief korte tijd.
Een interessante theorie komt van Nicosia. Tijdens een traumatische gebeurtenis wordt veel noradrenaline afgescheiden. In de hersenen pal achter het voorhoofd heeft dit tot gevolg dat er geen communicatie meer plaatsvindt tussen 'pacemaker'-cellen van het septum (een soort schakelcentrum tussen de cortex en het limbisch systeem) en de voorhoofdshersenen. In het limbisch systeem is het de amygdala die als "schildwachter" alarm slaat en daarna de functie 'het bewustzijn van het gevaar' overdraagt aan het septum, zodat de amygdala weer als schildwacht kan functioneren. Dit gebrek aan communicatie verhindert het 'verwerken' van traumatische informatie - de traumatische informatie blijft als het ware 'hangen'. Op basis van kwalitatieve analyse van het EEG theoretiseert Nicosia dat EMDR deze communicatie weer op gang brengt door de activiteit van deze pacemakercellen na te bootsen. Hierdoor komt het verwerkingsproces alsnog op gang.
Hoewel de werking van EMDR niet specifiek een gevolg is van oogbewegingen alleen maar van een hele stapeling van technieken, is het toch interessant om onderzoeken te volgen naar de oogbewegingen sec, bijvoorbeeld het afleidende karakter van deze bewegingen. Dit is beweerd door de Canadese psychologen Raymond Gunter en Glen Boder die ontdekten dat afleidende taken, zoals het natekenen van een ingewikkelde figuur, de sterkte van onplezierige persoonlijke herinneringen doen afnemen. Zij menen dat vooral activering van het werkgeheugen verantwoordelijk is voor het verminderen van de beladenheid van nare herinneringen. Er zijn aanwijzingen dat de oogbewegingtechniek meer werkgeheugen in beslag neemt dan de tikjes in de oren of de zachte tikjes op de handen/knieën, waardoor deze techniek bij zeer angstige herinneringen het best zou werken.

## Mythes en misverstanden rond EMDR
Het zou werken in drie sessies en dan is het klaar. Dit komt voor, maar is niet gegarandeerd. Belangrijk is bijvoorbeeld het type klacht, achtergrond en/of trauma waarmee een cliënt bij de therapeut komt. Zo wordt met betrekking tot trauma wel gesproken van type 1- en type 2-trauma. Type 1 gaat over mensen met een gelukkige jeugd en daardoor een stabiel heden (leuke baan, goede sociale contacten, fijn gezin, etc.) Ook deze mensen kunnen een auto-ongeluk meemaken, verkracht worden of geconfronteerd worden met plotselinge sterfgevallen of ingrijpende ziektes. Bij hen is het denkbaar, dat het opbouwen van een stevige band met de therapeut in één gesprek voldoende lukt, en dat daarna op veilige en verantwoorde manier de stappen 3 en verder (zie lemma hier onder) worden gedaan. Omdat een mens met type 1-trauma verder beschikt over veel goede herinneringen, verlopen de verschillende stappen vlot.
Anders ligt dit bij type 2-trauma. Dat gaat over mensen, die veelal geen gelukkige jeugd hebben gehad. Zij hebben veel en veel meer pijnlijke dan wel traumatische herinneringen dan type 1-mensen. Mogelijk hebben ze van jongs af aan ook bepaalde belangrijke sociale vaardigheden niet geleerd; in plaats daarvan kan het zijn dat ze een serie 'overlevingsmechanismen' met zich meedragen. Dat zijn onbewuste, vrijwel volautomatische gedachten en gedragingen, die ten tijde van de ellende een belangrijke, beschermende rol speelden. Maar na afloop van de ellende is hun waarde niet langer positief, maar keert het zich tegen hen. Bijvoorbeeld: "Tot ik iemand echt vertrouw, zeg ik niet dat ik pijn heb, me zwak voel, bang ben - tot die tijd houd ik me groot en stoer." In een nare omgeving is dit functioneel: als nare mensen weten wat iemand pijn doet, is dat voor hen waardevolle informatie, waarmee iemand in de toekomst nog beter pijn gedaan kan worden. Maar in de spreekkamer van de therapeut betekent dit, dat de therapeutische band zeer langzaam en uiterst gedegen moet worden opgebouwd. Het duurt dus een poos voordat EMDR voorbij stappen 1 en 2 komt. En als op de geëigende tijd begonnen wordt met stappen 3 en verder, zijn er meerdere "beelden" die meerdere klachten representeren en de 'inktvissen' kunnen soms grillig verknoopt zijn.
Het zou alleen werken tegen trauma. EMDR is in Nederland de behandeling van voorkeur tegen trauma type 1 - maar dat wil niet zeggen, dat dat het enige is, waar EMDR tegen helpt. In 1995 stelde Shapiro het AIP, accelerated information processing voor als een fenomenologische beschrijving van de werking van EMDR. Daarin wordt niet trauma, maar 'disturbance' dan wel 'dysfunction', psychisch onwel bevinden, als uitgangspunt genomen. Het kan dus ook gaan om klachten zoals een laag zelfbeeld, angst, pijn (inclusief fantoompijn) of slecht kunnen presteren, ondanks voldoende intelligentie. In het AIP-model kan de oorzaak hiervoor gelegen zijn (...Shapiro moedigt onderzoekers en behandelaars aan, dit te onderzoeken!) in 'dysfunctional material in the nervous network'. Vrij vertaald: de klachten worden denkbaar veroorzaakt door minder ideale tot ronduit schadelijke herinneringen (material), opgeslagen in diverse gedeelten van iemands geheugen (nervous network). Wat EMDR blijkt te doen, fenomenologisch gesproken, is het schadelijk aspect van deze herinneringen laten verdwijnen (vrij vertaald: de emotionele lading gaat er af, desensitisatie), de herinnering voelt voortaan neutraal. Als het 'disfunctionele materiaal' neutraal geworden is, zullen de klachten zoals het lage zelfbeeld, de angst enzovoorts verdwijnen, als er inderdaad een oorzakelijk verband was.
EMDR zou slechts een techniek zijn. Uiteraard valt er veel te zeggen over wanneer iets alleen maar een techniek is of een complete therapie. Feit is, dat EMDR ingrediënten kent uit gedragstherapie, waarbij de cliënt opdrachten, tips krijgt en technieken voor bijv. ontspanning leert van de therapeut. Maar in EMDR tijdens de desensitisatiefase (en mogelijk ook tijdens de volgende stappen 'installatie' en 'body scan') kan het zijn, dat de cliënt heftige emotionele processen doormaakt, waarbij het vertrouwen in de therapeut van wezenlijk belang is. Het idee, dat een cliënt zich hecht aan behandelend therapeut A en dan op een moment 'om even EMDR te doen' naar therapeut B wordt gestuurd, staat hier dus volledig haaks op. Ook met deze nieuwe therapeut B moet eerst weer een vertrouwensband worden opgebouwd, etc.
EMDR zou alleen helpen als de cliënt weet waar de angst vandaan komt. Ook dit duidt op een misverstaan van het basisprincipe van EMDR. De cliënt ervaart angst - in termen van het AIP is dat 'disturbance' dan wel 'dysfunction'. Door EMDR te doen op deze klacht, kan het zo zijn, dat de cliënt zich ergens tijdens de desensitisatie gaat herinneren waardoor de angst is ontstaan - dat kan. Uiteraard: als dat een ingrijpende ervaring is, wordt dat ogenblikkelijk het centrale punt in de verdere sessie(s). Het is ook mogelijk, dat de angst simpelweg verdwijnt, zonder dat er een oorzaak wordt 'gevonden', ook dat kan.

## Verloop van de therapie
Een EMDR-sessie wordt in acht stappen gedaan en de therapie kent in totaal 3 fasen.
1. Kennismaking, waaronder een gesprek over de levensloop van de cliënt.
2. Voorbereiding
EMDR kan bij de cliënt veel losmaken, dus zal een therapeut(e) eerst controleren of een cliënt voldoende stevig in de schoenen staat. Bij trauma's is het tegenwoordig de gewoonte eerst aan de cliënt te vragen aan een positief beeld te denken. Via de technieken van EMDR wordt dit beeld dan versterkt, waardoor een 'veilige plek' ontstaat waar de cliënt op kan terugvallen als de sessie heftig is.
3. Het opbouwen van het 'plaatje' van bijvoorbeeld het trauma en de vijf vragen.
De cliënt wordt gevraagd om te denken aan een beeld dat de klacht representeert[17]. De nare herinnering hoeft dus niet per se traumatisch te zijn. EMDR werkt via het contact maken met de pijnlijke zaken maar perfect kunnen visualiseren is niet nodig. Vervolgens stelt de therapeut vijf vragen aan de cliënt over dit beeld:
  1. Wat denk je over jezelf in dit beeld? (NC, negatieve cognitie)
  2. Wat zou je willen denken over jezelf in dit beeld? (PC, positieve cognitie)
  3. Welke emotie voel je?
  4. Wat voel je in je lichaam?
  5. Hoe rot voelt dit op een schaal van 0 tot 10? (De SUD-score)
4. Desensitisatie, SUD-metingen tussendoor
Aan de hand van dit beeld en de vijf vragen volgt dan het "eigenlijke" links-rechts-links-werk. Dit is het begin van de desensitisatie.
Na ongeveer een minuut stopt de therapeut en is het 'pauze'. Dan volgt het nabespreken wat er gebeurd is. Vaak verandert er in die minuut wel het een en ander. Een cliënt hoeft niet per se het eerst te zeggen wat opkomt, maar het heeft wel zin om alles zo veel mogelijk te melden. Soms blijkt iets onbeduidends een poos later alsnog relevant te zijn. Vertrouwen in de therapeut is hier heel belangrijk. Het wisselen van 'techniek' kan hier ook goede diensten bewijzen, bijvoorbeeld stoppen met oogbewegingen als de cliënt huilt of zich schaamt, en overgaan op 'tikjes' op bijvoorbeeld de knie. Aan de hand van de 'nabespreking' beslissen therapeut en cliënt samen welk beeld nu aan de orde komt. Per set van een minuut kan dat wisselen, maar daar zit wel een patroon in.
Zo kan de eerste set beginnen met een beeld waar de cliënt last van had (ook wel aangeduid als "de kop van de inktvis" of het beeld met "vieze inkt"). Na een set roept dit beeld bijvoorbeeld verdriet op: het is dan zinnig om een verdrietig beeld te nemen voor de volgende set. Dan volgt een serie sets (zogezegd een 'tentakel') met verdriet. Als het verdriet aanmerkelijk minder wordt, wordt teruggegrepen op het eerste beeld ("de kop van de inktvis"): denkbaar roept datzelfde beeld nu een andere emotie op, bijvoorbeeld angst: dan volgt een 'tentakel' van angst. Als de angst gedesensitiseerd is, gaat de therapeut weer naar het eerste beeld. Wellicht roept dat nu woede op: dan volgt een 'tentakel' van woede. Als de woede is gedesensitiseerd, kijkt de cliënt weer naar het eerste beeld - enz.
5. Installatie, gemeten door de Validity of Cognition (VoC)
Als de SUD-score voldoende laag is en het beeld geen nieuwe emoties meer oproept, komt de installatie, dat wil zeggen de PC ("wat zou je willen denken over jezelf in dit beeld") komt expliciet aan bod. De therapeut zal iets vragen in de trant van: "Hoe voelt je (oude) PC?" Vaak is die door de desensitisatie achterhaald. Dan komt de vraag de (nieuwe) PC 'boven op' het nare beeld te 'plakken': op een schaal van 0 tot 7, hoe waar voelt dit (De VoC)? Dan weer een of meer sets links-rechts-links tot de VoC een 7 is.
6. Bodyscan
De therapeut vraagt of de cliënt nu nog enige spanning in zijn lichaam voelt. Zo ja, dan volgen er een of meer sets: links-rechts-links. Als de bodyscan geen (nieuwe) spanning meer geeft, is dit ene beeld compleet gedesensitiseerd. Dat wil niet zeggen dat de hele behandeling klaar is. Iemand die bijvoorbeeld jarenlang werd mishandeld, zal waarschijnlijk vele beelden hebben. Wel kan het zo zijn, dat omdat de PC (bijvoorbeeld 'ik ben sterk') goed geïnstalleerd is, na de eerste complete behandeling de nog resterende beelden al minder klachten geven.
7. Nabespreking

## Na een EMDR-sessie
Bij een EMDR-sessie werkt de cliënt zowel met lichaam (via de oogbewegingen werkt het door in het autonome zenuwstelsel) als geest (nieuwe ideeën, inzichten, etc.). De cliënt is tegelijkertijd bezig met het verleden (de herinneringen) en het heden (de bewegende vinger, tikjes of het geluid). Het is verstandig om direct na een EMDR-sessie rustig aan te doen. Behalve de 'logische' vermoeidheid, hoort men na een EMDR-sessie geen lichamelijke klachten te krijgen. Is dat wel zo, dan kunnen dat invalshoeken zijn voor de volgende sessie.

## Opleiding
Er bestaat een internationale organisatie (EMDRIA) die waakt over de kwaliteit van hun opleiding en de voorwaarden voor toelating tot hun opleiding. Het beleid van de Nederlandse tak van de internationale organisatie is dat de cursussen alleen toegankelijk zijn voor afgestudeerde psychologen, psychotherapeuten en psychiaters.
Het schijnbaar eenvoudig toepasbare behandelprotocol van EMDR trok al vrij snel niet-professioneel geschoolde hulpverleners die EMDR gingen toepassen zonder vooropleiding. Er is geen wetenschappelijk onderzoek verricht naar de invloed van EMDR-trainingen op het therapeutische resultaat. Naast de reguliere opleiding bestaat er inmiddels een complementaire opleiding voor professioneel geschoolden met minimaal HBO-voorkennis in de psychopathologie en werkzaam binnen de voorwaarden van beroepsverenigingen die onder toezicht staan van het ministerie van onderwijs.